# Santa Justa (Puértolas)
Santa Justa es una localidad española de la provincia de Huesca, en la comunidad autónoma de Aragón. Pertenece al municipio de Puértolas.

## Geografía
El lugar pertenece hoy día al término municipal de Puértolas, en la provincia de Huesca.

## Historia
A mediados del siglo XIX, la localidad, por entonces parte del municipio de Bestué, contaba con una población de 45 habitantes. Aparece descrita en el decimotercer volumen del Diccionario geográfico-estadístico-histórico de España y sus posesiones de Ultramar de Pascual Madoz de la siguiente manera: 

SANTA JUSTA: l. en la prov. de Huesca (6 leg), part. jud.de Boltaña (4), abadiado de San Victorian (3), dióc. de Barbastro (10), aud. terr. y c. g. de Aragón (Zaragoza 26), ayunt. de Bestue. sit. en un llano junto al valle de Puertólas: su clima es frio, si bien no tanto como su posición exige: las enfermedades mas comunes son dolores de costado é inflamaciones. Tiene 7 casas; igl. parr. (Sta. Justa y Rufina), matriz de Escalona, servida por un cura de primer ascenso y provisión ordinaria; cementerio y buenas aguas potables. Confina N. valle de Puertolas ; E. Telia, y S. y O. el mismo Puertolas. El terreno es de mala calidad y casi todo de secano. Los caminos dirigen á Francia desde Barbastro, de cuyo punto recibe la correspondencia por medio de la cartería de Ainsa. prod.: trigo, avena, ordio, judias, patatas y pastos: cria ganado lanar, cabrio y vacuno; caza de perdices y conejos, y pesca de truchas. pobl.: 6 vec. 45 alm. cap. imp.. 6,237 rs. contr.: 836.
(Madoz, 1849, p. 755)

En 2021 tenía 1 habitante censado.